# OnePlus 8T
OnePlus 8T — флагманський смартфон розроблений компанією OnePlus. Був представлений 14 жовтня 2020 року. Є наступником OnePlus 8.

## Дизайн
Задня панель та екран виконані зі скла Corning Gorilla Glass 5, а рамка — з алюмінію.
Знизу розміщені роз'єм USB-C, динамік, мікрофон та слот під 2 SIM-картки, а зверху — другий мікрофон. З лівого боку розміщена гойдалка регулювання гучності, а справа — повзунок режимів звуку та кнопка блокування.
В Україні OnePlus 8T продавався в кольорах Aquamarine Green (аквамариновий зелений) та Lunar Silver (сріблястий).

## Технічні характеристики

### Платформа
OnePlus 8T отримав процесор Qualcomm Snapdragon 865 з графічним процесором Adreno 650.

### Батарея
Батарея отримала об'єм 4500 мА·год та підтримку 65-ватної швидкої.

### Камера
Смартфон отримав основну квадрокамеру 48 Мп, f/1.8 (ширококутний) + 16 Мп, f/2.2 (надширококутний) + 5 Мп, f/2.4 (макро) + 2 Мп, f/2.4 (монохромний) з фазовим автофокусом, оптичною стабілізацією зображення та можливістю запису відео у роздільній здатності 4K@60fps. Фронтальна камера отримала роздільність 16 Мп, діафрагму f/2.4 (ширококутний) та можливість запису відео у роздільній здатності 1080p@30fps.

### Екран
Смартфон отримав екран Fluid AMOLED, 6,55", Full HD+ (2400 × 1080) зі щільністю пікселів 402 ppi, співвідношенням сторін 20:9, частотою оновлення екрану 120 Гц, підтримкою технології HDR10+ та круглим вирізом під камеру, що знаходиться зверху в лівому кутку. Також під дисплеї смартонів вбудований сканер відбитку пальця.

### Звук
Смартфон отримав стереодинаміки, де роль другого динаміка виконує розмовний динамік.

### Пам'ять
Смартфон продавався в конфігураціях 8/128 та 12/256 ГБ з типом оперативної пам'яті LPDDR4X.

### Програмне забезпечення
OnePlus 8T став першим смартфоном не від Google, що працює на Android 11. Сама операційна система «прикрита» оболонкою OxygenOS 11 на глобальному ринку та HydrogenOS 11 на китайському ринку.  Глобальна версія була пізніше оновлена до OxygenOS 14, а китайська — до ColorOS 14. Обидві оболонки працюють на базі Android 14.

## Варіації

### OnePlus 8T+ 5G
OnePlus 8T+ 5G — версія OnePlus 8T, що продавалася в американського оператора зв'язку T-Mobile US. Була доступна виключно в конфігурації 12/256 ГБ.

### OnePlus 8T Cyberpunk 2077 Limited Edition
OnePlus 8T Cyberpunk 2077 Limited Edition — обмежене видання OnePlus 8T, присвячене відеогрі Cyberpunk 2077. Особливісю даної версії став змінений дизайн, стилізований чохол та один із 6 значків у комплекті і тематично перероблена HydrogenOS (китайська версія OxygenOS). Продавався тільки в конфігурації 12/256 ГБ. Офіційно був доступний виключно на території Китаю.

### OnePlus 8T Concept
OnePlus 8T Concept — концептуальний смратфон, розроблений на базі OnePlus 8T, особливістю якого стала задня панель з можливістю змінювати колір за допомого оксиду металу та радара mmWave. Також радар може використовуватися для відповіді на телефонний дзвінок за допомогою жесту, або визначення дихання користувача. Заднє скло на смартфоні вигравіровано таким чином, щоб імітувати форму термальних джерел Памуккале в Туреччині. Над дизайном працювала команда OnePlus Gaudi, що також розробляла дизайн для OnePlus Concept One.

### OnePlus 9R
OnePlus 9R — подібна до OnePlus 8T модель з більш потужним процесором Qualcomm Snapdragon 870 та зміненим дизайном. Продавався в кольорах Carbon Black (чорний) та Lake Blue (блакитний) і конфігураціях пам'яті 8/128, 12/128 та 12/256 ГБ з типом оперативної пам'яті LPDDR5. Був представлений 23 березня 2021 року разом з OnePlus 9 та 9 Pro. Офіційно був доступний виключно на території Індії та Китаю.